# Imbolo Mbue

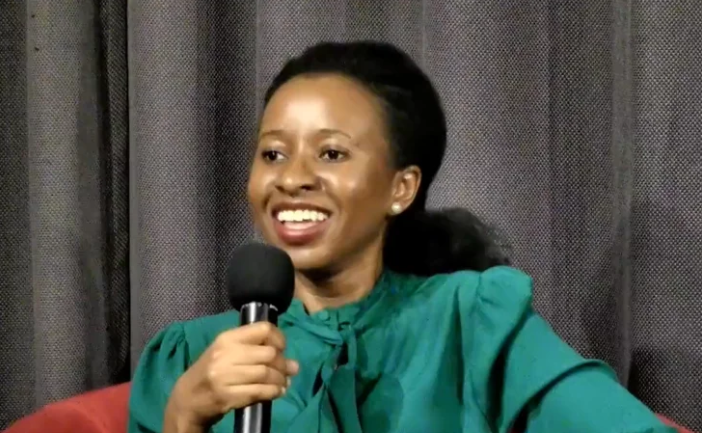
Imbolo Mbue (2018)

Imbolo Mbue (* 1982 in Limbe, Kamerun) ist eine amerikanische Schriftstellerin. Für ihren Debütroman Behold the Dreamers (deutsch: Das geträumte Land) erhielt sie 2017 den PEN/Faulkner Award.

## Leben
Imbolo Mbue wuchs in Limbe, einer Küstenstadt im Südwesten Kameruns, auf. Mit 17 Jahren ging sie in die Vereinigten Staaten, wo Verwandte ihre Ausbildung finanzierten. Sie besuchte die Rutgers University in New Jersey, zog nach New York und machte an der Columbia University ihren Abschluss. Anschließend arbeitete sie in der Marktforschung eines Medienunternehmens. Infolge der amerikanischen Finanzkrise verlor Mbue ihre Arbeitsstelle und war eineinhalb Jahre lang arbeitslos. Nach eigenen Angaben war sie desillusioniert über das Leben in den USA und den American Dream, der nicht für alle erreichbar sei. Zu dieser Zeit spielte sie mit dem Gedanken, nach Kamerun zurückzukehren.
Zum Ausgangspunkt für ihren Debütroman Behold the Dreamers wurde eine Beobachtung, die Mbue vor dem Time Warner Center am New Yorker Columbus Circle machte: Schwarze Chauffeure warteten auf ihre überwiegend weißen Passagiere, allesamt Führungskräfte von Unternehmen. Mbue stellte sich das Leben der afrikanischen Einwanderer, der Manager und ihrer jeweiligen Familien vor. Aus den Fragen über Immigration, Rasse und Gesellschaftsklasse entstand die Geschichte eines Paares aus Kamerun, das in die USA auswandert und dort auf den American Dream hofft, aber mit der Realität der Finanzkrise und der drohenden Abschiebung konfrontiert wird. Ihr Schicksal wird gespiegelt in der amerikanischen Familie eines Managers von Lehman Brothers, bei dem sie Arbeit finden.
2011 begann Mbue mit der Arbeit am Roman, die fünf Jahre lang dauerte. Der Titel des Romans geht zurück auf das Gedicht Let America be America Again von Langston Hughes, in dem Mbue von der Zeile „let America be the dream the dreamers dreamed“ („lass Amerika den Traum sein, den Träumer träumen“) fasziniert war. Sie entschied, dass die Träume ihrer Protagonisten im Zentrum des Romans stehen sollten. Für den Roman erhielt Mbue einen Vorschuss von einer Million Dollar. Sie wurde vertreten von Susan Golomb, der Agentin von Jonathan Franzen, der auch eine Lobeshymne zu Mbue verfasste: „Imbolo Mbue would be a formidable storyteller anywhere, in any language. It’s our good luck that she and her stories are American“ („Imbolo Mbue würde überall und in jeder Sprache eine beeindruckende Geschichtenerzählerin sein. Es ist unser Glück, dass sie und ihre Geschichten amerikanisch sind“).
Als Behold the Dreamers im Herbst 2016 erschien, wurde der Roman in den USA als Überraschungserfolg gefeiert, „the one book Donald Trump should read right now“ („das eine Buch, das Donald Trump gerade jetzt lesen sollte“). Cristina Henríquez nannte das Buch in der New York Times „a capacious, big-hearted novel“ („ein weiter, großherziger Roman“), geschrieben „with great confidence and warmth“ („mit großer Zuversicht und Wärme“). Laut Ron Charles in der Washington Post ist Mbue „a bright and captivating storyteller“ („eine intelligente und fesselnde Geschichtenerzählerin“) und sie erreiche im Roman „something fresh and insightful“ („etwas Frisches und Einsichtsvolles“). Der Roman erhielt 2017 den PEN/Faulkner Award. Wiebke Porombka kommentierte in der Zeit, der Roman passe in die Zeit, sei aber voller Klischees und damit typisch für „das zunehmende Bestreben von Verlagen, ihre belletristischen Programme nicht nach literarisch-ästhetischen Kriterien auszurichten, sondern im Stil von Nachrichtenmagazinen thematisch zu besetzen“.
2019 wurde sie in die Anthologie New Daughters of Africa von Margaret Busby aufgenommen.
Mbue lebt mit ihrem Mann und Kindern in Midtown Manhattan in New York und besitzt seit 2014 die amerikanische Staatsbürgerschaft.

## Werke

### Romane
- Behold the Dreamers. Random House, New York 2016, ISBN 978-0-8129-9848-1.
  - deutsch: Das geträumte Land. Aus dem amerikanischen Englisch von Maria Hummitzsch. Kiepenheuer & Witsch, Köln 2017, ISBN 978-3-4620-4796-7.
- How Beautiful We Were. Canongate, Edinburgh 2021, ISBN 978-1-83885-135-4.
  - deutsch: Wie schön wir waren. Aus dem amerikanischen Englisch von Maria Hummitzsch. Kiepenheuer & Witsch, Köln 2021, ISBN 978-3-462-05470-5.[11]

### Essays
- How to Vote as an Immigrant and a Citizen. In: The New York Times, 20. Oktober 2016.
- „With every inch, the challenge multiplies“: me and my afro. In: The Guardian, 4. Februar 2017.

### Kurzgeschichten
- Emke. In: The Threepenny Review, Winter 2015.
- A Reversal. In: Bakwa Magazine, 13. November 2017.